# Psalmopoeus intermedius
Psalmopoeus intermedius là một loài nhện trong họ Theraphosidae.
Loài này thuộc chi Psalmopoeus. Psalmopoeus intermedius được Ralph Vary Chamberlin miêu tả năm 1940.